# Viasat World
Viasat World est un opérateur de télévision par satellite.

## Historique
Viasat World a commencé en 2003 avec la société de médias internationale Modern Times Group. En octobre 2015, c'est devenu une société indépendante. La société a changé son nom de MTG World à Viasat World en mai 2016.

## Chaînes
- Viasat Nature
- Viasat Explore
- Viasat History
- Viasat Sport East
- TV1000